# Кальба
Кальба, також до початку XX століття Галла (араб. خورفكان)  — місто в еміраті Шарджа в Об'єднаних Арабських Еміратах на березі Аравійського моря. Є третім за розміром у еміраті та на східному узбережжі ОАЕ, у регіоні Шамайлія. 
За переписом населення 2015 року в місті мешкали 37545 осіб.

## Географія
Місто розташоване у бухті Оманської затоки. Територія навколо Кальби утворює ексклав, відокремлений від основної території емірату Шарджа. Вона оточена з півночі й заходу еміратом Фуджайра, а на півдні межує з Оманом. Південне передмістя носить назву Хор-Кальба та було окремим поселенням до середини XX століття.
Поблизу Хор-Кальби розташований однойменний заповідник, де охороняються мангрові ліси, місця розмноження морських черепах, коловодні птахи.
Порт Кальби був основним на узбережжі регіону Шамайлії упродовж кінця XIX — початку XX століття, важливішим за Хор-Факкан.

## Історія
Кальба вперше згадується в спогадах арабського мандрівника Ібн Баттути в 1330 році як поселення зі струмками та садами. У 1624 році контролювалася португальцями. Вони втратили Кальбу у 1647 році.
У 1835 року в Кальбі мешкало понад 100 мешканців, був форт, порт та фінікові сади. Форт існував і в Хор-Кальбі. 1850 року Кальба перейшла до династії Аль-Касімі. За Лоримером у Хор-Факкані було приблизно 150 будинків та 800 мешканців накбіїнського та перського походження. У поселенні також було понад 5 тисяч фінікових пальм, 7 кораблів та 4-5 прибережних суден.

## Населення
Населення Кальби складається з арабів (накбіїни, зааби, кунуди) та арабізованих іранців. Південне передмістя Хор-Кальба населене заабами. Основними заняттями населення в XIX і до середини XX століття були рибальство, видобуток перлів, фінікове садівництво.
Фінікові сади в Кальбі належали як місцевим мешканцям так і торговцям з інших міст. Углибину далі від моря також вирощували тютюн.

## Транспорт
Автомобільна дорога з'єднує Кальбу з Фуджайрою та Хор-Факканом на півночі та оманським кордоном на півдні. Інша дорога йде на захід до Шарджі через Ваді-Хело.
Регулярні автобусні рейси пов'язують Кальбу з Шарджею.

## Культура та спорт
У Кальбі розташовано філіал Університету Шарджі.
У місті з 1972 року існує футбольний клуб Аль-Іттіхад (Кальба).